# Friuli Grave Novello
Il Friuli Grave Novello è un vino DOC la cui produzione è consentita nelle province di Pordenone e Udine.

## Caratteristiche organolettiche
- colore: rubino.
- odore: fruttato, vinoso.
- sapore: sapido, caratteristico.

## Produzione
Provincia, stagione, volume in ettolitri
- Pordenone  (1994/95)  233,8
- Pordenone  (1995/96)  254,03
- Pordenone  (1996/97)  248,08
- Udine  (1994/95)  121,87
- Udine  (1995/96)  209,72